# Neusleshof
Neusleshof ist ein Gemeindeteil des Marktes Igensdorf im Landkreis Forchheim (Oberfranken, Bayern).

## Geografie
Die im Nordwesten der Gräfenberger Flächenalb gelegene Einöde liegt etwa sechs Kilometer nordwestlich des Ortszentrums von Igensdorf auf einer Höhe von 422 m ü. NHN.

## Geschichte

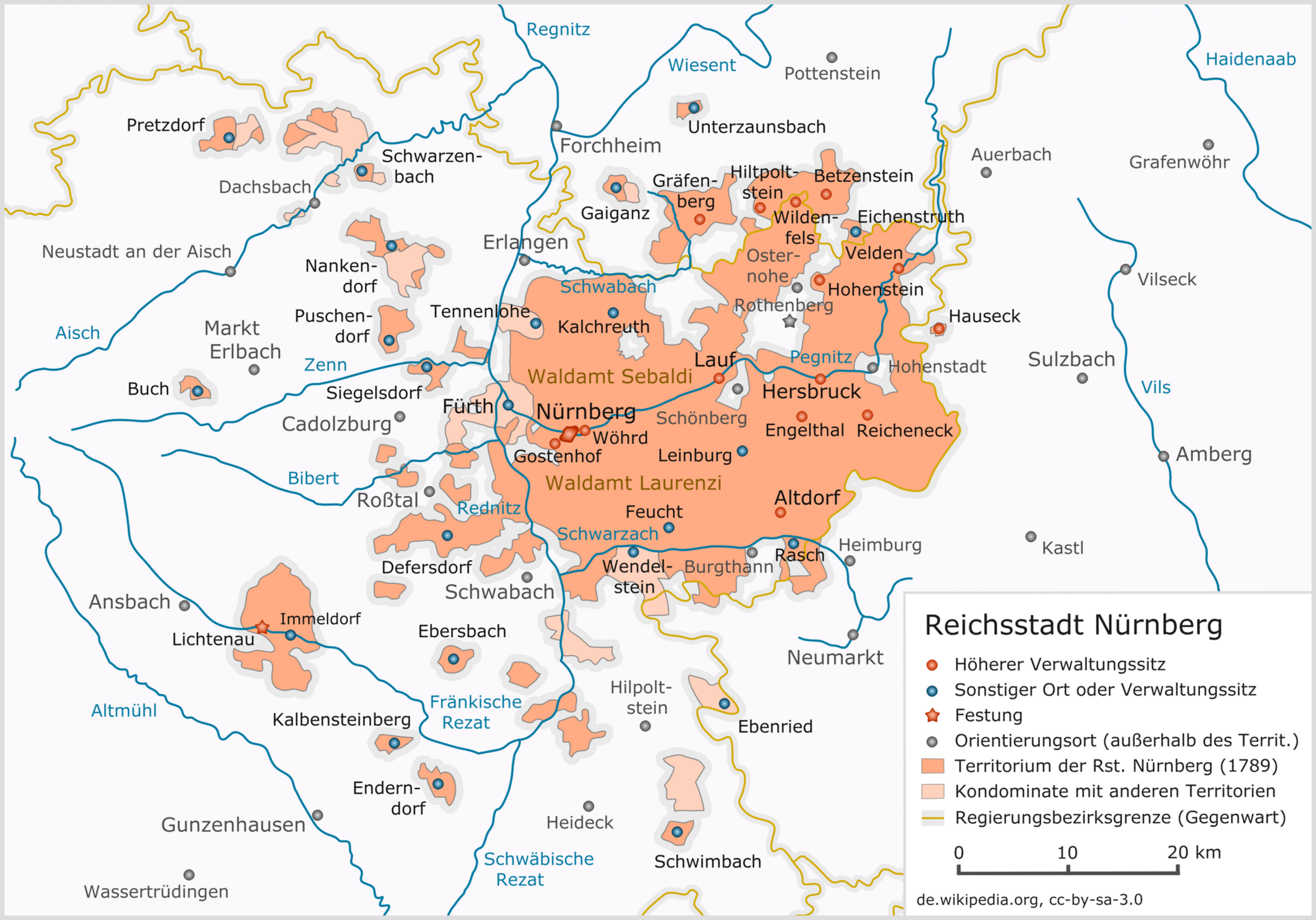
Das Landgebiet der Reichsstadt Nürnberg

Bis zum Beginn des 19. Jahrhunderts hatte Neusleshof der Landeshoheit der Reichsstadt Nürnberg unterstanden. Die im fränkischen Raum für die Landeshoheit maßgebliche Vogtei über die beiden Anwesen des Ortes wurde dabei vom Landalmosenamt Nürnberg ausgeübt, während die Hochgerichtsbarkeit dem zum Hochstift Bamberg gehörenden Amt Neunkirchen in seiner Funktion als Centamt oblag. Neusleshof wurde 1806 bayerisch, nachdem die Reichsstadt Nürnberg unter Bruch der Reichsverfassung vom Königreich Bayern annektiert worden war. Mit dieser gewaltsam erfolgten Übernahme wurde der Ort zum Bestandteil der während der napoleonischen Flurbereinigung in Besitz genommenen neubayerischen Gebiete, was erst im Juli 1806 mit der Rheinischen Bundesakte nachträglich legalisiert wurde.
Durch die zu Beginn des 19. Jahrhunderts im Königreich Bayern durchgeführten Verwaltungsreformen wurde Neusleshof mit dem zweiten Gemeindeedikt im Jahr 1818 zu einem Gemeindeteil der Ruralgemeinde Pommer. Im Zuge der Gebietsreform in Bayern wurde Neusleshof am 1. Januar 1975 in den Markt Igensdorf eingegliedert.

## Verkehr
Eine von Pommer kommende Stichstraße bindet die Einöde an das Straßenverkehrsnetz an. Vom ÖPNV wird Neusleshof nicht bedient, die nächste Haltestelle der Buslinie 223 des VGN befindet sich in Pommer und der nächstgelegene Bahnhof in Mitteldorf an der Gräfenbergbahn.